# 3724 Annenskij
3724 Annenskij este un asteroid din centura principală, descoperit pe 23 decembrie 1979 de Liudmila Juravliova.